# 南部信直
南部 信直（なんぶ のぶなお）は、戦国時代から安土桃山時代にかけての陸奥国の武将、戦国大名、南部氏第26代当主。盛岡藩の藩祖とされ、南部氏中興の祖といわれた。

## 生涯

### 晴政後嗣と確執
天文15年（1546年）3月1日、南部家の第22代当主・南部政康の次男・石川高信の庶長子として岩手郡一方井城で生まれる。
第24代当主・南部晴政には男児がいなかったため、信直はその長女の婿となった。しかし晴政と妾の間に南部晴継が誕生したことで晴政から疎まれるようになる。晴政の長女が早世するとさらに関係は悪化し、信直は相続を辞退した。
その後、晴継が第25代目となったが若くして死去。相続問題が起きる。

### 家督相続
後継者を巡り一門郎党の大評定が行われた。南部家の古い慣習では相続人がいない場合、八戸家から養子を迎えることになっていたが、当時の八戸家にその余裕はなかった。八戸家は一族の新田家から幼い養子を迎えてかろうじて相続している状況だった。
他の有力候補として、晴政次女の夫である九戸実親（九戸政実の弟）を推す声が多かった。
しかし、一門の北信愛が「田子九郎信直は晴政の従兄弟、かつ晴継の大姉婿なり。その器量、また他に勝る。まさに家督に立つべき者なり」と発言し、八戸政栄も信直を推した。信愛は武装した将士を田子城に派遣すると、信直を第26代目として三戸城に迎えた。相続時期は不明で、永禄八年（1565年）か天正十年（1582年）といわれる。

### 豊臣政権下
信直は北信愛の進言で、秀吉からの信任が厚い前田利家と交流する。交渉の記録は天正14年（1586年）8月頃から確認されており、以降、前田利家が秀吉との取次を受け持った。
信直の実父・石川高信が石川城で死去すると、信直は弟である政信を津軽郡代として浪岡城に置いていた。しかし天正16年に政信が急死（大浦為信が毒殺したといわれる）し、為信が叛乱を起こす。信直は救出のため動員を下そうとしたが九戸氏らは動かず、代わりに八戸政栄を派遣。しかし時機を逃して浪岡城は陥落した。
豊臣秀吉から小田原参陣命令がくると、信直は三戸城の留守を心配して八戸政栄に相談した。「八戸家伝記」にその時の記録がある。
信直が「小田原に参陣したいので領内の警備を貴方に任せたい。貴方の家は代々王室公家に奉仕し、由縁は他の氏族と異なる。秀吉公から安堵の朱印をもらってやりたいと思うが、近年わが領は穏やかでない。いろいろ考えて時期を待っていたが、今回は貴方の嫡子である直栄をつれて参陣させ、貴方の名代を勤めさせようと思う。参礼して安堵の朱印状を申し受けよう」と政栄に提案した。
しかし政栄がいうには、「小田原参陣は一番大切である。直栄を軍列に随わしめれば本望ではあるが、あえて直参の礼は望まない。今や九戸が叛乱し、津軽も同様である。これを思うと兵力を分けたり人々を疑うときではない。我々が嫡家とひとしく直参の礼をとれば、力はいよいよ分割され、民衆もまたいよいよ疑いを持つことになる。自家の栄耀を計り嫡家の安危を忘れるよりは、嫡家の付庸となり嫡庶両方の長久を保つ方が良い。後日もし不参の咎があれば、嫡家の方でよろしくこれを解いてほしい」といって肯かなかったという。
信直は涙を流してその誠忠に感謝し、直栄を伴って三戸を出発した。
信直が秀吉に謁すると、既に津軽は為信に与えられていた後だった。秀吉も今更間違って朱印状を出したともいえず、代替地のつもりで信直に志和、和賀、稗貫、岩手、閉伊を加増した。それゆえ新たに五郡を付加されたが石高は変わらなかった。
天正19年（1591年）に九戸政実の乱が起きると、豊臣秀次を総大将とした10万人の援軍が秀吉から派遣された。九戸城が簡単には落ちなかったので、軍監・浅野長政は作戦を変え、政実の信頼厚い長興寺の住職を派遣して降伏を勧告した。部下を思いやる九戸政実は降伏を受け入れ、櫛引氏らと共に城を出た。長政は書簡で約束していたので秀次に助命を願い出たが、秀次は冷淡に全員を打ち首にした。
文禄元年（1592年）の朝鮮出兵では、信直は病身をおして肥前名護屋城に参陣した。渡海を待っていたが、朝鮮との交渉は秀吉の思ったように進まず、休戦となったため帰国した。

### 最期
肥前国より帰国後は築城や諸城の破却に着手するなど領内の基盤固めに専念した。
文禄3年（1594年）、蔵入地拡大政策の一環として、新田村を蔵入地化し、文禄4年（1595年）10月頃、代官に木村秀勝を抜擢して代官所の建造を行なった。その直接の目的は年貢米の収納にあり、百姓はこれを籾のまま俵に詰めて個別に秀勝のもとへ納め、収納後は蔵に保管する制度が構築された。
文禄・慶長初期、年貢米の一部は扶持方・賄米にあてられたが、上質米は売却された。米市場は新田村の三斎市と推定され、信直は売却時期を二月に公定することで米市場を統制化に置き、年貢米の確実な地払いを行った。
九戸戦後、浅野長政から「三戸城は山に囲まれていて豊穣の地にはなりがたい。一方、不来方（盛岡）は城を築くに適当である」と勧められ、自身もその考えを持っていた信直は盛岡城築城認可を依頼した。しかし朝鮮役が起こり、なかなか正式な認可は下りなかった。いつ認可が下りたかははっきりしないが、慶長3年に認可の朱印状をもらったものとみられる。天正十九年の九戸戦後から、盛岡城建築を計画し整地をはじめ、慶長二年の暮には秀吉の了解を得る。慶長三年に認可の朱印状をもらい帰国した。その翌年に信直は逝去し、盛岡城は跡継ぎの利直によって建設、完成された。
享年54。法名は「常往院殿前光禄大夫江山心公大居士」。墓所は青森県三戸郡南部町の三光院にあり、信直と後室（泉山古康娘）夫妻の墓が現存する。
晩年の信直は中風を煩っており、秀吉への拝謁や朝鮮出兵の従軍の為に西方へ行くのも苦労していた。死の直前、信直は長女・千代（八戸直栄室）に向けて書かれた手紙では「大事ない、海藻が食べたくなったので、ワカメや昆布を確保して欲しい」と言っていたがその直後の死であった。

## 家臣
- 石亀信房
- 石亀政頼
- 石亀義実
- 石川政信
- 泉山古康
- 泉山政義
- 一戸政連
- 一戸出羽守
- 上杉憲武
- 奥瀬重之
- 奥瀬善九郎
- 唐式部
- 北愛一
- 北愛邦
- 北直継
- 北信景
- 北信愛
- 北秀愛
- 木村秀茂
- 切田小太郎
- 切田兵庫介
- 毛馬内直次
- 毛馬内秀範
- 毛馬内政次
- 小平左近
- 桜庭直綱
- 沢田助三郎
- 下田直政
- 浄法寺重安
- 浄法寺重好
- 津村伝右衛門
- 戸来保秀（治部少輔）
- 中野康実
- 八戸直栄
- 八戸直政
- 八戸政栄
- 東直義
- 東政勝
- 南長義
- 南康義
- 南盛義

## 偏諱を授けた人物
- 桜庭直綱、ほか[21]

## 南部信直を題材とする作品
- 近衛龍春『南部は沈まず』（日本経済新聞出版社、2012年）